# Alice's Balloon Race
Alice's Balloon Race é um curta-metragem de animação estadunidense de 1926, lançado como parte da série Alice Comedies.